# تره سه‌گوش
تره سه‌گوش (نام علمی: Allium sacculiferum) نام یک گونه از سرده سیر است.